# Giustizierato di Puglia
Il giustizierato di Puglia (in latino medievale: Justitiaratus Apuliae) fu un distretto amministrativo del regno di Sicilia, la cui esistenza è documentata al tempo della dominazione sveva.

## Storia
Entro i primi decenni del XIII secolo re Federico II di Svevia istituì il giustizierato di Puglia, esteso dai fiumi Ofanto e Bradano fino a Capo d'Otranto e a Santa Maria di Leuca; le sue dimensioni erano comunque nettamente ridotte in confronto all'omonimo ducato di Puglia di epoca normanna, anche se i tre giustizierati limitrofi di Puglia, Basilicata e Capitanata continuavano a far capo a un'unica curia generale avente sede a Gravina. A differenza di Basilicata e Capitanata, il giustizierato di Puglia ebbe però vita breve: nel giro di poco tempo (comunque non prima del 1233) fu infatti suddiviso nei due giustizierati autonomi di Terra di Bari e Terra d'Otranto.